# کلودیو انریا
کلودیو انریا (انگلیسی: Claudio Enría؛ زادهٔ ۲۸ اوت ۱۹۷۳) بازیکن فوتبال اهل آرژانتین است.
از باشگاه‌هایی که در آن بازی کرده‌است می‌توان به باشگاه فوتبال سویا، باشگاه فوتبال لانوس، باشگاه فوتبال نیولز اولد بویز، باشگاه فوتبال جیمناسیا لاپلاتا، باشگاه فوتبال ولز سارسفیلد، و باشگاه فوتبال لگانس اشاره کرد.